# Kamienica Olszera w Łodzi
Kamienica Olszera w Łodzi – kamienica wielkomiejska na rogu ulic Polskiej Organizacji Wojskowej i Jaracza. Pierwotnie ulica P.O.W. (Polskiej Organizacji Wojskowej) nosiła nazwę Skwerowa. W latach trzydziestych XX wieku przemianowano ją na POW, a po 1945 na Armii Ludowej. Dopiero w 1990 stała się ponownie ulicą Polskiej Organizacji Wojskowej. Teren, na którym stoi kamienica był własnością jakiegoś zakonu. 

## Rok budowy
Kamienica Olszera zbudowana została w 1896 roku przez przedsiębiorstwo robót budowlanych Izraela Olszera i Hersza Szczecińskiego wg projektu architekta Franciszka Chełmińskiego. Później kamienicę kupił Karol Beier, znany łódzki chemik i wynalazca, który kupił ją za pieniądze uzyskane z patentów za wynalazki. Po 1945 r. budynek przeszedł na własność państwa. 

## Wzmianki prasowe na temat budynku
Pierwsza wzmianka prasowa, w której znalazły się informacje o tym budynku pochodzi z 1 sierpnia 1914 roku i zamieszczona została w głównym wydaniu „Rozwoju” w artykule zatytułowanym „Europa w ogniu”. Według artykułu przed 1914 rokiem w kamienicy mieszkał dowódca łódzkiego garnizonu, generał-major Wasiljew. Druga informacja o kamienicy zamieszczona była w Gazecie Łódzkiej z dnia 14 maja 2010 r. w artykule Anny Gronczewskiej „Kamienica z widokiem na dworzec”. Duża ilość informacji na temat kamienicy, jej lokatorów i zdarzeń zebrana została w artykule "Historia kamienicy"

## Stan budynku w latach 1950 - 2018
Od momentu przejęcia kamienicy w 1945 roku przez państwo, stan budynku systematycznie się pogarszał. W latach 50. znikają balkony na ścianie wschodniej, w latach 90. zbite zostają ostatnie balkony na ścianie północnej. Około roku 2005 usunięte zostają witraże na klatkach schodowych i zastąpione oknami plastikowymi. W roku 2006 podczas pożaru zniszczeniu ulega połowa dachu. Od 2013 kamienica jest systematycznie remontowana.

## Renowacja
W roku 2018 rozpoczął się remont konserwatorski elewacji wschodniej kamienicy, podczas którego odtworzone zostają balkony, sztukaterie, wyczyszczono okładziny ceglane i tynki, na podstawie badań konserwatorskich odtworzono oryginalną kolorystykę ścian. W roku 2019 remont jest kontynuowany na ścianie północnej, gdzie również odtworzono 6 balkonów.